# Garpa skans
Garpa skans var en medeltida skans i Huskvarna, som var anknuten till fästningen Rumlaborg, som anlades efter ett beslut av Albrekt av Mecklenburg 1366.
Varpa skans norr om Rumlaborg försvarade Holavägen längs Vättern mot Östergötland och Garpa skans i söder försvarade mot inträngning från sydost.
Garpa skans låg 600 meter sydsydost om Rumlaborg, vid Kåvavadet i Huskvarnaån, där ån svänger från en västlig bana, till en nordlig, förbi Rumlaborg. På platsen finns nu det av Birger Damstedt ritade Garpa skans gravkapell som hör till Huskvarna kyrka och uppfördes 1909.